# Liste des épisodes de Ma sorcière bien-aimée

Cette page présente la liste des épisodes de la série télévisée Ma sorcière bien-aimée,.

## Première saison (1964-1965)
1. Un conte de... sorcière (I, Darrin, Take this Witch Samantha)
2. La Nouvelle Maison (Be it Ever so Mortgaged)
3. Le Chien (It Shouldn't Happen to a Dog)
4. Ah ! Les Belles-mères ! (Mother Meets What's His Name)
5. Deux têtes valent mieux qu'une (Help, Help, Don't Save Me)
6. Le Protégé de Samantha (Little Pitchers Have Big Fears)
7. Les sorcières s'unissent (The Witches Are Out)
8. L'Interview (The Girl Reporter)
9. Épouse ou Sorcière ? (Witch or Wife)
10. Une famille heureuse (Just One Happy Family)
11. Sorcière contre sorcière (It Takes One to Know One)
12. Un bébé pour bientôt (And Something Makes Three)
13. L'amour est aveugle (Love is Blind)
14. Les Beaux-Parents (Samantha Meets the Folks)
15. La Joie de Noël (A Vision of Sugar Plums)
16. Le Magicien (It's Magic)
17. Transfert de pouvoir (A Is for Aardvark)
18. Le Chat et le Pélican (The Cat's Meow)
19. Endora la charmeuse (A Nice Little Dinner Party)
20. L'Assistant (Your Witch Is Showing)
21. Ling Ling (Ling Ling)
22. Jeunesse éternelle (Eye of the Beholder)
23. Feu rouge, feu vert (Red Light, Green Light)
24. Laquelle est laquelle ? (Which Witch Is Which?)
25. La Belle Voisine (Pleasure O'Riley)
26. La Leçon de conduite (Driving Is the Only Way to Fly)
27. Tante Clara, bonne d'enfants (There's No Witch Like an Old Witch)
28. Porte, ouvre-toi ! (Open the Door, Witchcraft)
29. Albert Kadabra (Abner Kadabra)
30. George, le sorcier (George the Warlock)
31. C'était ma femme (That Was My Wife)
32. Séparation illégale (Illegal Separation)
33. Un nouveau visage (A Change of Face)
34. Une histoire de politique (Remember the Main)
35. Le Restaurant de Mario (Eat at Mario's)
36. Cousin Edgar (Cousin Edgar)

## Deuxième saison (1965-1966)
1. Alias Jean-Pierre Stevens (Alias Darrin Stevens)
2. Une heureuse nouvelle (A Very Special Delivery)
3. Recettes contre l'envoûtement (We're in for a Bad Spell)
4. Le Petit-Fils (My Grandson the Warlock)
5. Les Mauvais Tours de l'oncle Arthur (The Joker Is a Card)
6. Un étrange remède (Take Two Aspirins and Half a Pint of Porpoise Milk)
7. La Fête des sorciers (Trick or Treat)
8. L'habit est de rigueur (The Very Informal Dress)
9. Samantha prend la plume (...And then I Wrote)
10. Jean-Pierre junior (Junior Executive)
11. Les Amours de Tante Clara (Aunt Clara's Old Flame)
12. Sorcier en herbe (A Strange Little Visitor)
13. Mon patron l'ourson (My Boss the Teddy Bear)
14. La Vérité (Speak the Truth)
15. J'ai vu le Père Noël (A Vision of Sugar Plums)
16. Un chalet à la campagne (The Magic Cabin)
17. La Bonne (Maid to Order)
18. Et maintenant nous sommes trois ! (And then There Were Three)
19. L'Enfant prodige (My Baby, the Tycoon)
20. La Rencontre (Samantha Meets the Folks)
21. Le Champion (Fastest Gun on Madison Avenue)
22. L'Ours dansant (The Dancing Bear)
23. Les Trois Souhaits (Double Tate)
24. Samantha couturière (Samantha the Dressmaker)
25. Allons aux courses (The Horse's Mouth)
26. La parole est aux bébés (Baby's First Paragraph)
27. Le Pot d'or (The Leprechaun)
28. Tout est bien qui finit bien (Double Split)
29. La Guerre aux sorcières (Disappearing Samantha)
30. Chantage – 1re partie (Follow That Witch – Part 1)
31. Chantage – 2e partie (Follow That Witch – Part 2)
32. De sympathiques voleurs (A Bum Raps)
33. Jean-Pierre et Jean-Pierre (Divided He Falls)
34. Le Meilleur Ami de l'homme (Man's Best Friend)
35. Le Chat et la Souris (The Catnapper)
36. Ce que tout jeune homme devrait savoir (What Every Young Man Should Know)
37. La Touche magique (The Girl with the Golden Nose)
38. Un brillant musicien (Prodigy)

## Troisième saison (1966-1967)
1. Telle mère, telle fille (Nobody's Perfect)
2. La Minute de vérité (The Moment of Truth)
3. L'Éducation d'une sorcière (Witches & Warlocks Are My Favorite Things)
4. Les Jumeaux (Accidental Twins)
5. La Fée des bois (A Most Unusual Wood Nymph)
6. Le Frère et la Sœur (Endora Moves in for a Spell)
7. Le Bal masqué (Twitch or Treat)
8. L'Espion (Dangerous Diaper Dan)
9. La Panne d'électricité (The Short Happy Circuit of Aunt Clara)
10. Le Psychiatre (I'd Rather Twitch Than Fight)
11. Le Délicieux Maïs soufflé (Oedipius Hex)
12. La Chaise antique (Sam's Spooky Chair)
13. L'Inoubliable Électricien – 1re partie (My Friend Ben – Part 1)
14. L'Inoubliable Électricien – 2e partie (My Friend Ben – Part 2)
15. Un éléphant à pois (Gazebo Never Forgets)
16. La Course de boîtes à savon (Soapbox Derby)
17. Un Voyage sur la lune (Sam in the Moon)
18. Ho Ho le Bouffon ou Ho Ho le Clown (Ho Ho the Clown)
19. La Super Voiture (Super Car)
20. La Vache sacrée (The Corn is as High as a Guernsey's Eye)
21. Le Procès de tante Clara (Trial & Error of Aunt Clara)
22. Le Piège à souhaits (Three Wishes)
23. Une mémoire extraordinaire (I Remember You... Sometimes)
24. Une célèbre peinture (Art for Sam's Sake)
25. Un ami distingué (Charlie Harper, Winner)
26. La Reine Victoria (Aunt Clara's Victoria Victory)
27. La Fille du diable (The Crone of Cawdor)
28. Un très gentil garçon (No More, Mr Nice guy)
29. Une belle-mère compréhensive (It's Wishcraft)
30. Comment réussir en affaires (How to Fail in Business with all Kinds of Help)
31. Des amis sincères (Bewitched, Bothered & Infuriated)
32. L'Homme et la Grenouille (Nobody but a Frog Knows How to Live)
33. Un sorcier de médecin (There's Gold in Them Thar Pills)

## Quatrième saison (1967-1968)
1. Vive la reine ! (Long Live the Queen)
2. La Fête des jouets (Toys in Babeland)
3. Un véritable romain (Business, Italian Style)
4. Le Double de Samantha (Double, Double, Toil & Trouble)
5. Plus de gaspillage (Cheap, Cheap!)
6. Folie de jeunesse (No Zip in my Zap)
7. Champion malgré lui (Birdies, Bogies & Baxter)
8. Ah ! Quelle nuit ! (The Safe & Sane Halloween)
9. La Désynchronisation (Out of Sync, Out of Mind)
10. Le Voyage à Chicago (That Was no Chick, That Was my Wife)
11. Le Dodo de Macédoine (Allergic to Macedonian Dodo birds)
12. En ce temps-là (Samantha's Thanksgiving to Remember)
13. Chère belle-mère (Solid Gold Mother-in-law)
14. Le Cadeau surprise (My What Big Ears you Have!)
15. La Gardienne d'enfants (I Get your Nannie, You Get my Goat)
16. Le Père Noël s'en mêle (Humbug Not to be Spoken Here)
17. La Mona Lisa (Samantha's Da Vinci Dilemma)
18. Le Philtre d'amour (Once in a Vial)
19. Sheila, ma chère (Snob in the Grass)
20. Le Hasard du destin (If They Never Met)
21. La Cousine hippie (Hippie, Hippie, Hooray!)
22. Le Prince charmant (A Prince of a Guy)
23. Le Fantôme de McTavish (Mc Tavish)
24. Notre verte pelouse (How Green Was my Grass)
25. Ma femme est une sorcière (To Twitch or Not to Twitch)
26. Les enfants s'amusent (Playmates)
27. Les Esprits (Tabatha's Cranky Spell)
28. Le Cauchemar (I Confess)
29. Diplomatie à l'orientale (A Majority of Two)
30. Visiteurs extraterrestres (Samantha's Secret Saucer)
31. Le Fétiche (The No-Harm Charm)
32. L'Homme de l'année (Man of the Year)
33. La Brouille (Splitsville)

## Cinquième saison (1968-1969)
Cette saison marque le départ de Dick York. Blessé lors d'un tournage, il souffrait de gros problèmes de dos. L'équipe n'ayant pas le temps de lui chercher un remplaçant, certains épisodes de cette saison sont tournés sans la présence de Jean-Pierre, ce qui dégradera l'audimat et poussera la production à engager un autre acteur. Dick Sargent, lui ressemblant, apparaîtra à partir de la saison 6.
1. Jean Pierre lutin (Samantha's Wedding Present)
2. Le Baiser rédempteur (Samantha Goes South for a Spell)
3. Sur deux notes (Samantha on the Keyboard)
4. Un mari de trop (Darrin, Gone & Forgotten)
5. Polygame malgré lui (It's so Nice to Have a Spouse Around the House)
6. Jean-Pierre le vaniteux (Mirror, Mirror on the Wall)
7. Et vive l'empereur... (Samantha's French Pastry)
8. Magie ou imagination ? (Is it Magic or Imagination?)
9. Guerre aux promoteurs ou Samantha conteste (Samantha Fights City Hall)
10. Changements de voix (Samantha Loses Her Voice)
11. Jardin d'enfants (I Don't Want to be a Toad, I Want to be a Butterfly)
12. Ne pleure plus, saule pleureur ! (Weep no More my Willow)
13. La Leçon de courtoisie (Instant Courtesy)
14. Une bonne dévouée (Samantha's Super Maid)
15. Quand Serena s'en mêle – 1re partie (Serena Strikes Again – Part 1)
16. Quand Serena s'en mêle – 2e partie (Serena Strikes Again – Part 2)
17. "Duvet" la poupée (One Touch of Midas)
18. Poétesse malgré elle (Samantha the Bard)
19. Samantha sculpteur (Samantha the Sculptress)
20. Où êtes-vous belle maman ? (Mrs Stevens, Where are You?)
21. Serena cherche un mari (Marriage, Witches' Style)
22. Monsieur muscles (Going Ape)
23. Du grabuge pour la fin de semaine (Tabitha's Weekend)
24. L'aura, l'aura pas ? (The Battle of Burning Oak)
25. Panne de pouvoirs (Samantha's Power Failure)
26. Sorcellerie au service de l'UNICEF (Samantha Twitches for UNICEF)
27. Pour un briquet (Daddy Does his Thing)
28. Samantha rayonne (Samantha's Good News)
29. Cousin Henri (Samantha's Shopping Spree)
30. Merci señor (Samantha & Darrin in Mexico City)

## Sixième saison (1969-1970)
Cette saison est marquée par une énorme baisse de qualité des épisodes, causée entre autres par un essoufflement de la part des scénaristes (qui reprennent souvent des scripts antérieurs), et l'approche différente du rôle de Jean-Pierre par Dick Sargent qui remplace Dick York.
1. Le Géant et la Fève (Samantha & the Beanstalk)
2. Une servante pas comme les autres (Samantha's Yoo-Hoo Maid)
3. La Salade César (Samantha's Caesar Salad)
4. La Boulimie de Samantha (Samantha's curious Cravings)
5. Le Nouveau-Né (...And Something Makes Four)
6. Frank, Maurice ou Adam (Naming Samantha's New Baby)
7. L'Halloween (To Trick or Treat or Not to Trick or Treat)
8. Une bunny (bonne) surprise (A Bunny for Tabitha)
9. Les Maléfices d'Endora (Samantha's Secret Spell)
10. Les Nouveaux Pouvoirs de Jean-Pierre – 1re partie (Daddy Comes to Visit – Part 1)
11. Les Nouveaux Pouvoirs de Jean-Pierre – 2e partie (Daddy Comes to Visit – Part 2)
12. Ma mère l'Oye (Sam's Double Mother Trouble)
13. Adorable Jean-Pierre (You're so Agreeable)
14. L'Atelier du père Noël (Santa comes to Visit & Stays & Stays)
15. Le Dédoublement (Samantha's Detter Halves)
16. Buvez du lait (Samantha's Lost Weekend)
17. Une phrase familière (The Phrase is Familiar)
18. Mme Stephens découvre la vérité (Samantha's Secret is Discovered)
19. Une maman pour moi toute seule (Tabitha's Very Own Samantha)
20. Sur... humain (Super Arthur)
21. L'Ambitieux Jean-Pierre (What Makes Darrin Run?)
22. Cosmos cotillons (Serena Stops the Show)
23. Jeunesse retrouvée (Just a Kid Again)
24. L'Âge ingrat (The Generation Zap)
25. La Hiérarchie (Okay, Who's the Wise Witch?)
26. Quand l'amour commande (A Chance on Love)
27. Cendrillon aux grands pieds (If the Shoe Pinches)
28. Tante Cordelia (Mona Sammy)
29. Cartes poétiques (Turn on the Old Charm)
30. L'Éternel Triangle (Make Love, Not Hate)

## Septième saison (1970-1971)
1. Les Sorcières de Salem (1/2) (To Go or Not to Go, that is the Question (1/2))
2. La Prêtresse Hepzibah (2/2) (Salem, Here we Come (2/2))
3. Le Chauffe-Lit attachant (1/2) (The Salem Saga (1/2))
4. Un séduisant chauffe-lit (2/2) (Samantha's Hot Bed Warmer (2/2))
5. Les Parapluies de Barrow (Darrin on a Pedistal)
6. Le Collectionneur (Paul Revere Rides Again)
7. Les Amours d'antan (Samantha's Bad Day in Salem)
8. Une ravissante serveuse (Samantha's Old Salem Trip)
9. Une vie de chien (Samantha's Pet Warlock)
10. L'Art d'être grand-père (Samantha's Old Man)
11. Le Non-Conformisme de Samantha (The Corsican Cousins)
12. L'Auto-suggestion (Samantha's Magic Potion)
13. Une différence de couleurs (Sisters at Heart)
14. La Belle-Mère de l'année (Mother-in-law of the Year)
15. Un vrai conte de fée (1/2) (Mary the Good Fairy (1/2))
16. Une joyeuse fée (2/2) (The Good Fairy Strikes Again (2/2))
17. Un étrange héritage (The Return of Darrin the Bold)
18. Un amour tourmenteur (The House That Uncle Arthur Built)
19. Samantha régénère ses pouvoirs (Samantha & the Troll)
20. Une étrange enseigne (This Little Piggie)
21. Personnalité interchangeable (Mixed Doubles)
22. L'homme descend du singe (Darrin Goes Ape)
23. Une riche trouvaille (Money Happy Returns)
24. La vérité sort de la bouche des enfants (Out of the Mouths of Babes)
25. Un hoquet pernicieux (Sam's Psychic Pslip)
26. Le Miroir magique (Samantha's Magic Mirror)
27. Humour, quand tu nous tiens (Laugh Clown, Laugh)
28. La Poupée antique (Samantha & the Antique Doll)

## Huitième saison (1971-1972)
1. Comment ne pas se faire décapiter par Henri VIII – 1re partie (How Not to Lose Your Head to King Henry VIII (Part 1))
2. Comment ne pas se faire décapiter par Henri VIII – 2e partie (How Not to Lose Your Head to King Henry VIII (Part 2))
3. Le Monstre du Loch Ness (Samantha and the Loch Ness Monster)
4. La Tour de Pise (Samantha's Not-So-Leaning Tower of Pisa)
5. Les Baldoni (Bewitched, Bothered, & Baldoni)
6. Paris à la manière des sorcières (Paris, Witches' Style)
7. Le Spectre (The Ghost Who Made a Spectre of Himself)
8. Être ou ne pas être (TV or not TV)
9. Un Tourment pour Maurice et Samantha (A Plague on Maurice and Samantha)
10. Hansel et Gretel (Hansel & Gretel in Samanthaland)
11. Un Sorcier publicitaire (The Warlock in the Gray Flannel Suit)
12. Un anniversaire ensorcelé (The Eight-Year Witch)
13. Les Paris (Three Men & a Witch on a Horse)
14. Adam sera-t-il sorcier ? (Adam, Warlock or Washout?)
15. La Gardienne magique (Samantha's Magic Sitter)
16. Clouée au sol (Samantha is Earthbound)
17. La Fortune pour Serena (Serena's Richcraft)
18. Apprendre à patiner (Samantha on Thin Ice)
19. La Pilule de jouvence (Serena's Youth Pill)
20. La Rentrée des classes (Tabitha's First Day in School)
21. George Washington – 1re partie (George Washington Zapped Here – Part 1)
22. George Washington – 2e partie (George Washington Zapped Here – Part 2)
23. Jour de classe (School Days, school daze)
24. Ce n'était pourtant pas sorcier (A Good Turn Never Goes Unpunished)
25. Pour un bâton de cannelle (Samantha's Witchcraft Blows a Fuse)
26. La Vérité, rien que la vérité, rien que la vérité (The Truth, Nothing but the Truth, So Help Me Sam)